# Онезький берег
Оне́зький бе́рег — ділянка південно-східного та східного берегів Онезької затоки Білого моря в межах Архангельської області Росії.
Берег протягається від гирла річки Онега на північний схід до Онезького півострова, далі на північний захід до мису Літній Орлов і далі на північний схід до мису Ухтнаволок. Ділянку від гирла річки Онега до мису Літній Орлов називають ще Лямицьким, так як тут розташоване село Лямца.
Для Онезького берега характерні терасовані болотисті рівнини і морени з виходами кристалічних порід. У порівнянні з Поморським та Карельським берегами Онезький порізаний мало, в нього вдаються лише декілька губ, найбільшими з яких є Літня Золотиця, Конюхова, Пушлахта, Ухта, Нижмозерська та Кяндська. Островів біля берега мало. Всі вони дрібні і лежать, в основному, у південній частині затоки і перед входом до гирла Онеги. В районі мису Ухтнаволок до берега близько підходять пагорби, а південніше поступово відходять вглиб материка. Берег тут обривистий, але після губи Літня Золотиця він поступово понижується. Між мисом Чесменським та гирлом Онеги берег поступово спускається до моря двома терасами і закінчується нешироким пляжем. Біля села Лямца на поверхню виходять верхньопротерозойські піски, глини та алеврити.
Місцями берег вкритий лісом, основними породами є ялина, сосна, береза, на ділянці між мисом Глибоким та Лямцею — модрина. Берег захищений від північних та північно-східних вітрів, добре прогрівається, вирізняється великою кількістю ясних та теплих днів. Глибина Онезької затоки біля берег досить значна, особливо в північній частині. Берег є місцем рибного промислу. Населені пункти на березі — місто Онега, сільські населені пункти Покровське, Тамиця, Кянда, Нижмозеро, Пурнема, Лямца, Чесменський, Пушлахта, Орловський, Літня Золотиця.